# MBC 뉴스투데이 대구·경북
《MBC 뉴스투데이 대구·경북》은 대구MBC TV에서 매주 평일 오전 7시 20분에 방송 중인 대구 지역 아침 종합 뉴스 프로그램이다.

## 개요
대구MBC 뉴스투데이로 읽는다.

## 앵커
| 대수 | 앵커   | 앵커   | 진행 기간                   | 비고  |
| 대수 | 남성   | 여성   | 진행 기간                   | 비고  |
| ---- | ------ | ------ | --------------------------- | ----- |
| 1대  | 서상국 | 나소연 | 일자 미상 ~ 일자 미상       |       |
| 2대  | 서상국 | 강혜림 | 일자 미상 ~ 일자 미상       |       |
| 3대  | 서상국 | 이주현 | 일자 미상 ~ 일자 미상       |       |
| 4대  | 이동훈 | 이주현 | 일자 미상 ~ 일자 미상       |       |
| 5대  | 이동훈 | 김혜숙 | 일자 미상 ~ 일자 미상       |       |
| 6대  | 이동훈 | 윤윤선 | 일자 미상 ~ 일자 미상       |       |
| 7대  | 이동훈 | 이주연 | 일자 미상 ~ 일자 미상       |       |
| 8대  | 서상국 | 이주연 | 일자 미상 ~ 일자 미상       |       |
| 9대  | 서상국 | 김혜숙 | 일자 미상 ~ 일자 미상       |       |
| 10대 | 서상국 | 류소영 | 일자 미상 ~ 일자 미상       |       |
| 11대 | 권태근 | 류소영 | 일자 미상 ~ 일자 미상       |       |
| 12대 | 권태근 | 윤윤선 | 일자 미상 ~ 일자 미상       |       |
| 13대 | 이동훈 | 윤윤선 | 일자 미상 ~ 2020년 6월 26일 |       |
| 14대 | 이동훈 | 김혜숙 | 2020년 6월 29일 ~ 현재      | [ 1 ] |

## 기상 캐스터
| 대수 | 진행자                | 진행 기간                          | 비고 |
| ---- | --------------------- | ---------------------------------- | ---- |
| 1대  | 김보은 前 기상 캐스터 | 2011년 1월 1일 ~ 2011년 11월 6일   |      |
| 2대  | 공진희 前 기상 캐스터 | 2011년 11월 7일 ~ 2013년 10월 20일 |      |
| 3대  | 진달래 前 기상 캐스터 | 2013년 10월 21일 ~ 2014년 3월 23일 |      |
| 4대  | 정미옥 前 기상 캐스터 | 2014년 3월 24일 ~ 2015년 4월 8일   |      |
| 5대  | 이시정 前 기상 캐스터 | 2015년 4월 9일 ~ 2017년 12월 25일  |      |
| 6대  | 김령은 前 기상 캐스터 | 2017년 12월 26일 ~ 2021년 7월 18일 |      |
| 6대  | 유하경 기상 캐스터    | 2021년 7월 19일 ~ 현재             |      |

## 코너
| 코너명           | 진행자                           |
| ---------------- | -------------------------------- |
| 오늘의 주요 뉴스 | 이동훈 아나운서, 김혜숙 아나운서 |
| 네트워크 뉴스    |                                  |
| 날씨             | 유하경 기상 캐스터               |
| 클로징           | 이동훈 아나운서, 김혜숙 아나운서 |

## 경쟁 프로그램
- KBS 뉴스광장 대구·경북 (KBS 대구 1TV)
- TBC 굿모닝뉴스 (TBC TV)